# Dalea juncea
Dalea juncea là một loài thực vật có hoa trong họ Đậu. Loài này được (Rydb.) Wiggins miêu tả khoa học đầu tiên năm 1940.